# Josefa Rosolová
Josefa Rosolová, též Josefa Rosolová-Chleborádová (17. března 1882 Velký Jeníkov – 7. ledna 1968), byla československá politička a poslankyně Národního shromáždění.

## Biografie
Po parlamentních volbách v roce 1920 získala za Československou národní demokracii poslanecké křeslo v Národním shromáždění. Mandát ale nabyla až dodatečně roku 1921 jako náhradnice poté, co rezignoval poslanec Jaroslav Stránský.
Narodila se ve Velkém Jeníkově. Svou politickou dráhu ukončila z rodinných důvodů, protože se vdala a vychovávala dvě děti. Podle údajů k roku 1921 byla profesí odbornou učitelkou v Králově Poli.